# Fortul 1 (Antwerpen)
Fortul 1 a fost un fort situat în comuna belgiană Wijnegem, la granița administrativă cu orașul Antwerpen. Construit între anii 1860 și 1864, el a făcut parte din centura de forturi Brialmont ridicată pentru apărarea orașului Antwerpen. Circa 100 de ani mai târziu, în 1959, fortul a fost dinamitat pentru a permite îndreptarea traseului bulevardului Turnhoutsebaan, care până în acel moment ocolea fortul. 
În 1993, pe jumătatea sudică a terenului pe care se afla Fortul 1 a fost construit centrul comercial Wijnegem Shopping Center. Jumătatea nordică a terenului a fost împădurită.